# Zły mózg z kosmosu
Zły mózg z kosmosu (ang. Evil Brain from Outer Space) – film akcji i sci-fi z 1964 roku, powstały na zlecenie amerykańskiej telewizji. Został złożony z części #7, #8 i #9 serii japońskich krótkometrażowych filmów Super Giant.

## Opis fabuły
Bohaterem filmu jest Starman (Ken Utsui), superbohater z planety Zemar. Rada mędrców wysyła go na Ziemię, by chronił ją przed tytułowym mózgiem. Posiadaczem narządu był niegdyś okrutny naukowiec, który nawet po śmierci nie zrezygnował z planów zniszczenia planety i podboju kosmosu. Choć umarł, jego mózg kontroluje hordy mutantów przygotowujących się do spełnienia jego wizji. Starman musi je powstrzymać – w innym wypadku całemu wszechświatowi grozi zagłada.

## Obsada
- Ken Utsui jako Starman / Super Giant
- Junko Ikeuchi
- Minoru Takada
- Makoto Abe jako Fumio Sakurai
- Hiroshi Asami jako Kawada
- Kami Ashita
- Chisako Hara jako Kyôko Sakurai
- Hiroshi Hayashi
- Terumi Hoshi
- Noriko Katsuma jako Noriko Sakurai
- Shûji Kawabe jako One Leg Man
- Den Kunikata jako Detektyw Okamoto
- Shinsuke Mikimoto
- Utako Mitsuya
- Fumiko Miyata
- Akira Nakamura jaka Doktor Sakurai
- Shôji Nakayama
- Reiko Seto
- Akira Tamura
- Minako Yamada
- Jôji Ôhara
- Tomohiko Ôtani jako Doktor Kurokawa